# Silgonda rugipes
Silgonda rugipes är en skalbaggsart som beskrevs av Heller 1924. Silgonda rugipes ingår i släktet Silgonda och familjen långhorningar.
Artens utbredningsområde är Filippinerna. Inga underarter finns listade i Catalogue of Life.